# Cenothyla cognata
Cenothyla cognata is een keversoort uit de familie van de loopkevers (Carabidae). De wetenschappelijke naam van de soort is voor het eerst geldig gepubliceerd in 1843 door Maximilien de Chaudoir.